# Alexander Korte
Alexander Korte (* 1969) ist ein deutscher Psychiater, Facharzt für Kinder- und Jugendpsychiatrie und Psychotherapie. Er ist Vorstandsmitglied der Deutschen Gesellschaft für Sexualmedizin, Sexualtherapie und Sexualwissenschaft und kritisierte die seiner Ansicht nach immer häufiger werdenden geschlechtsangleichenden Operationen und ein vom Kabinett Scholz geplantes Selbstbestimmungsgesetz. Öffentliche Äußerungen von ihm wurden unter anderem von Berufskollegen und dem Lesben- und Schwulenverband in Deutschland kritisiert.

## Leben
Alexander Korte wurde 1969 geboren. Er schloss ein Studium auf dem Gebiet der psychoanalytischen Kulturwissenschaften mit dem Master of Arts ab und wurde im Jahr 2000 an der Humboldt-Universität zu Berlin mit seiner Dissertation Molekulargenetische Untersuchungen der Expression von Interleukin-7 und Interleukin-7-Rezeptor in Leukämiezellen von Kindern mit akuter lymphoblastischer Leukämie zum Doktor der Medizin promoviert.
Von 1999 bis 2009 war Korte an der Charité – Universitätsmedizin Berlin tätig, und zwar von 1999 bis 2001 in den Kliniken für Allgemeine Pädiatrie und Pädiatrische Onkologie/Hämatologie am Otto-Heubner-Centrum für Kinder- und Jugendmedizin der Charité, von 2002 bis 2009 an der Klinik für Psychiatrie, Psychosomatik und Psychotherapie des Kindes- und Jugendalters auf dem Campus Virchow-Klinikum und von 2005 bis 2006 in der Klinik und Hochschulambulanz für (Erwachsenen-)Psychiatrie und Psychotherapie auf dem Campus Benjamin Franklin. Seit 2010 ist er Leitender Oberarzt und stellvertretender Klinikdirektor der Klinik und Poliklinik für Kinder- und Jugendpsychiatrie, Psychosomatik und Psychotherapie am Klinikum der Universität München. Seit 2014 ist er Vorstandsmitglied der Deutschen Gesellschaft für Sexualmedizin, Sexualtherapie und Sexualwissenschaft (DGSMTW) und Mitherausgeber der Fachzeitschrift Sexuologie.
Alexander Korte hat zwei Töchter, die in den 2010er Jahren geboren wurden.

## Positionen
In einem Interview mit dem Spiegel im Januar 2019 machte Alexander Korte aufmerksam auf den „enormen Zulauf an Jugendlichen, die ihr Geschlecht wechseln wollen“. Im Dezember 2019 warnte er in einem Interview mit Chantal Louis in der feministischen Zeitschrift Emma vor einem „Trans-Hype“. Geschlechtsangleichende Operationen nähmen wie der Anteil der Mädchen und Frauen, die ihr Geschlecht ändern wollen, stark zu. Korte sieht die Anwendung von Pubertätsblockern kritisch. Aus seiner Erfahrung verursachen sie "langfristige Beeinträchtigungen der Knochengesundheit, der sexuellen Erlebnisfähigkeit und der Hirnentwicklung".
Im Deutschlandfunk konstatierte Annika Schneider, dass Korte „von Medien regelmäßig zitiert wird“ – auch Alice Schwarzer beziehe sich unter anderem auf ihn –, und kritisierte, dass in der medialen Darstellung der Positionen Kortes oft nicht deutlich werde, „dass er zum Teil Außenseitermeinungen vertritt“. Mehrere Kollegen kritisierten 2019 Kortes Spiegel-Interview in einem offenen Brief. Seine Positionen „seien im Lichte aktueller medizinischer Standards bedenklich und könnten Behandlungssuchende stigmatisieren, diskriminieren und verunsichern“. Korte äußerte dagegen: „Entgegen anderweitigen Behauptungen weiß ich die überwiegende Mehrheit meiner Berufskollegen hinter mir.“
In einem Interview mit der taz im Mai 2022 betonte Korte aus Anlass des von ihm scharf kritisierten, vom Kabinett Scholz geplanten Selbstbestimmungsgesetzes, es gebe zwei biologische Geschlechter, ein männliches und ein weibliches, weil es nur zwei Typen von Keimzellen gebe. Er wehrte sich gegen Vorwürfe der Transfeindlichkeit, er sehe sich nicht als rechts, sondern links und Stammwähler der Grünen, seine politische Heimat sei die Umweltschutzbewegung. Zuletzt habe er jedoch „wegen dieser Gender-Politik“ nicht mehr grün gewählt.
Ebenfalls im Mai 2022 erstellten Alexander Korte, die drei Biologinnen Antje Galuschka, Marie-Luise Vollbrecht und Rieke Hümpel, der Biochemiker Michael Hümpel, die Professorin für Mikrobielle Immunologie Ilse Jacobsen sowie der Professor für Philosophie Uwe Steinhoff unter dem Titel Ideologie statt Biologie im ÖRR ein Dossier über Sendungen im öffentlich-rechtlichen Rundfunk (ÖRR) zum Thema Transsexualität und schrieben einen offenen Beschwerdebrief. Am 1. Juni 2022 erschien dazu ein Beitrag in der Welt, in dem unter anderem die Sendung mit der Maus kritisiert wurde. Die Verfasser warfen dem ÖRR vor, „quer durch alle Kanäle“ von ARD und ZDF die „Fehlinformation der Vielgeschlechtlichkeit“ zu verbreiten und die „bestätigte wissenschaftliche Erkenntnis der Zweigeschlechtlichkeit“ infrage zu stellen.
Mathias Döpfner, Vorstandsvorsitzender der Axel Springer SE, die auch die Welt herausgibt, distanzierte sich von dem Gastbeitrag und bezeichnete ihn als „unterirdisch“, nachdem der Springer-Konzern von der Queer-Jobmesse „Sticks & Stones“ ausgeladen worden war. Die Queerseite, ein LGBTQ+-Netzwerk innerhalb der Axel-Springer-Gruppe, kritisierte den Gastbeitrag ebenfalls. Er zeuge „von einem unaufgeklärten Weltbild, und berücksichtigt nicht, was Kinder, Jugendliche, junge Erwachsene tatsächlich mit Themen der Identität ausfechten“, sei stigmatisierend und inakzeptabel. Der Lesben- und Schwulenverband in Deutschland bezeichnete den Beitrag in einer Pressemeldung als „pseudowissenschaftliche[n] Unfug“. Der Queer-Beauftragte der Bundesregierung, Sven Lehmann, schrieb ebenfalls in der Welt, der Beitrag triefe vor Homo- und Transfeindlichkeit und sei wissenschaftlich unfundiert. In einem Interview mit der Zeit bekräftigte Korte dagegen seine Kritik am ÖRR.
Jenseits dieser Themen befasste sich Korte im Rahmen der psychoanalytischen Kulturtheorie als einem seiner Schwerpunktinteressen in dem Aufsatz Erinnerungskultur und psychoanalytische Kulturwissenschaft mit dem Denkmal für die im Nationalsozialismus ermordeten Sinti und Roma Europas. Er zeigt die „Nutzbarkeit der tiefenhermeneutischen Analyse für das kulturelle Feld“ auf und das in dieser Methode bereitliegende Erkenntnispotenzial. Seine Auseinandersetzung mit diesem Denkmal führt ihn zu Erwägungen, die „über die Verpflichtung zur Übernahme historischer Verantwortung für den im Namen des deutschen Staats ausgeführten Genozid“ hinausgehen. Die Schlussstrichdebatte in diesen Zusammenhängen weist er entschieden zurück und kommt zu einem „Plädoyer, sich gleichermaßen gegen die von Rechtspopulisten betriebenen, perfiden Spaltungsversuche und das (keineswegs rein deutsche) Phänomen des wiedererstarkten Nationalismus zu wenden wie gegen die Hass- und Gewaltpropaganda extremistischer Gruppierungen unterschiedlicher ideologischer Ausrichtung“.

## Veröffentlichungen (Auswahl)
Monografien
- Hinter dem Regenbogen. Entwicklungspsychiatrische, sexual- und kulturwissenschaftliche Überlegungen zur Genderdebatte und zum Phänomen der Geschlechtsdysphorie bei Minderjährigen. Kohlhammer Verlag, Stuttgart 2024, ISBN 978-3-1704-5588-7.
- Pornografie und psychosexuelle Entwicklung im gesellschaftlichen Kontext : psychoanalytische, kultur- und sexualwissenschaftliche Überlegungen zum anhaltenden Erregungsdiskurs. Vorwort Klaus M. Beier. Psychosozial Verlag, Gießen 2018, ISBN 978-3-8379-2817-4.
- Molekulargenetische Untersuchungen der Expression von Interleukin-7 und Interleukin-7-Rezeptor in Leukämiezellen von Kindern mit akuter lymphoblastischer Leukämie. Dissertation, Humboldt-Universität zu Berlin, 2000.

Artikel und Kapitel in Herausgeberwerken
- In: Klaus M. Beier, Hartmut A. G. Bosinski, Kurt Loewit: Sexualmedizin – Grundlagen und Klinik sexueller Gesundheit. Urban & Fischer-Verlag, München 2021, ISBN 978-3-437-22851-3:[20]
  - Hartmut A. G. Bosinski, Klaus M. Beier, Alexander Korte, Stefan Siegel (2021): Sexualmedizinische Aspekte bei Störungen der somatosexuellen Differenzierung (Kapitel 10).
  - Hartmut A. G. Bosinski, Klaus M. Beier, Alexander Korte, Stefan Siegel (2021): Geschlechtsdysphorie bei Erwachsenen (Kapitel 11).
  - Alexander Korte, Klaus M. Beier, Stefan Siegel, Hartmut A. G. Bosinski (2021): Geschlechtsdysphorie bei Kindern und Jugendlichen (Kapitel 12).
- Alexander Korte (2015): Besonderheiten von Geschlechtsidentitätsstörungen (Geschlechtsdysphorie) und deren Behandlung im Kindes- und Jugendalter. In: G. K. Stalla, M. Auer (Hrsg.): Therapieleitfaden Transsexualität. 2. Auflage, Uni-Med-Verlag, Bremen, S. 70–87. ISBN 978-3-8374-1479-0.
- Alexander Korte, Achim Wüsthof (2015): Geschlechtsdysphorie und Störungen der Geschlechtsidentität bei Kindern und Jugendlichen. In: Patricia G. Oppelt et al. (Hrsg.): Kinder- und Jugendgynäkologie. Stuttgart, S. 452–469, ISBN 978-3-13-175081-5.

Artikel in Zeitschriften
- mit Gisela Gille: Wahlverwandtschaften? Trans-Identifizierung und Anorexia nervosa als maladaptive Lösungsversuche für Entwicklungskonflikte in der weiblichen Adoleszenz. In: Sexuologie. Band 30, Nr. 3–4, 2023, S. 105–122.
- Erinnerungskultur und psychoanalytische Kulturwissenschaft. In: Forum der Psychoanalyse. Band 34, 2018, S. 355–376, doi:10.1007/s00451-018-0324-0.
- mit K. M. Beier und H. A. G. Bosinski: Behandlung von Geschlechtsidentitätsstörungen (Geschlechtsdysphorie) im Kindes- und Jugendalter: Ausgangsoffene psychotherapeutische Begleitung oder frühzeitige Festlegung und Weichenstellung durch Einleitung einer hormonellen Therapie? In: Sexuologie. Band 23, Nr. 3–4, 2016, S. 117–132.
- mit anderen: Zur Debatte über das TSG: Abschaffung der Begutachtung zur Vornamensänderung auch bei Minderjährigen mit der Diagnose Geschlechtsidentitätsstörung? In: Zeitschrift für Sexualforschung. Band 29, Nr. 1, 2016, S. 48–56.
- Geschlechtsdysphorie (GD) und Störungen der Geschlechtsidentität (GIS) bei Kindern und Jugendlichen. In: Frauenheilkunde up2date. Band 10, Nr. 2, 2016, S. 163–182.
- mit anderen Heterogenität von Geschlechtsidentitätsstörungen bei Jugendlichen: Zur differenziellen Bedeutung der psychiatrischen Komorbidität und individuellen Psychodynamik. In: Praxis der Kinderpsychologie und Kinderpsychiatrie. Band 63, 2014, S. 523–541.
- mit anderen: Geschlechtsidentitätsstörungen im Kindes- und Jugendalter – Zur aktuellen Kontroverse um unterschiedliche Konzepte und Behandlungsstrategien. In: Deutsches Ärzteblatt. Band 105, Nr. 48, 2008, S. 834–841.
- mit Ernst Pfeiffer und Harriet Salbach: Traumatisierung im Kindes- und Jugendalter. Zur Problematik der Diagnose der Posttraumatischen Belastungsstörung (PTBS) im Kontext kinder- und jugendpsychiatrischer Begutachtungen. In: Praxis der Rechtspsychologie. Band 15, Nr. 1, 2005, S. 28–57.